# Slovenska srebrna kokoš
Slovenska srebrna kokoš (z okrajšavo SSK) je slovenska tradicionalna pasma domače kokoši. Za pasmo, osnovano pred nekaj desetletji na Biotehniški fakulteti Univerze v Ljubljani, so značilne belo obarvane kokoši nesnega (lahkega) tipa, ki se jih uporablja predvsem za proizvodnjo komercialnih križank blagovne znamke Prelux.

## Zgodovina in razširjenost
Za začetek te razmeroma mlade tradicionalne pasme se šteje konec 20. stoletja, natančneje sedemdeseta leta, ko so se z zasnovo več slovenskih tradicionalnih pasem kokoši ukvarjali strokovnjaki Oddelka za zootehniko, Katedre za perutninarstvo ljubljanske Biotehniške fakultete. Slovensko srebrno kokoš so konsolidirali in s testi preizkusili v letu 1968. Zarodnikov slovenske srebrne kokoši je precej; kokoš naj bi osnovali s križanjem mnogih različnih provenienc kokoši in kokoši ljubiteljskih rej. Pri selekciji komercialnih križancev (hibridov) je imel pomembno vlogo zelo zaželen gen, ki kodira za tipično belo (srebrno) barvo perja in se pri kokoših deluje spolno vezano.
Tudi danes reja in odbiranje slovenske srebrne kokoši potekata v glavnem v selekcijskem centru, na Pedagoškem raziskovalnem centru (PRC) za perutninarstvo Oddelka za zootehniko Biotehniške fakultete, saj so kokoši manj zanimive za rejo v širšem obsegu. V letu 2020 naj bi bilo v Slovenijo nekaj več kot 900 kokoši slovenske srebrne pasme, število pa se še povečuje.

## Značilnosti

### Izgled
Gre za kokoši lahkega (nesnega) tipa. Tipične živali te pasme so z maso 2,7–3,2 kg pri petelinih in 2,2–2,4 kg pri kokoših težje od pripadnikov slovenske rjave kokoši in lažje od osebkov slovenske grahaste kokoši. Kokoši so pokrite s perjem bele barve, pri čemer ni vidnega posebnega vzorca. Enojen in enostaven greben (roža) dosega srednje višine, praviloma je pokončen, lahko tudi deloma povešen. Na kokošji glavi je poleg rumenooranžnih oči moč videti tudi drobne priuhke, ki so v osnovi svetlo rdeči in prekriti z belimi lisami. Noge so rumene barve. Živali spolno dozorijo po dopolnjenih 20–21 tednih življenja.

### Reja in uporabnost
Kokoši so namenjene različnim načinom intenzivne reje; praviloma se jih redi v tako imenovanih kurnicah, v katerih je postavljen sistem, ki omogoča vzpostavitev programa periodičnega osvetljevanja. 16 tednov stare kokoši (t.i. jarkice) se preseli v eno izmed mogočih rej. Del jarkic gojijo v okviru baterijske reje, pri čemer morajo biti kokošje kletke v skladu z zakonodajo obogatene. Druge so del kombinirane reje, kjer bivajo tako na stelji kot tudi na rešetkah. Delež kokoši je delež klasične talne reje na stelji (nastilu).
Kokoši slovenske srebrne pasme so nesnice, ki ležejo kakovostna valilna jajca rjave barve, povprečno težka 64 g. Za jajca te pasme sta značilna kakovosten beljak in masa, ki presega maso jajc slovenske grahaste in slovenske rjave kokoši. Povprečna kokoš v roku enega leta znese 260–270 jajc. Poleg uporabnosti kot kokoš nesnica je pasma ključna kot zarodnik komercialnih kokoši, ki se jih prodaja pod imenom blagovne znamke Prelux®. V okviru vzreje komercialnih križank, ki so boljše nesnice, se pogosto pari kokoši slovenske srebrne kokoši in peteline slovenske rjave kokoši, pri čemer se po takšnem križanju izvalijo živali tako imenovane prelux rjave (prelux-R).